# Show No Mercy
Show No Mercy är det amerikanska thrash metal-bandet Slayers debutalbum, utgivet 1983 på etiketten Metal Blade. Utöver musikerna i bandet bidrar Gene Hoglan med bakgrundssång på första spåret, "Evil Has No Boundaries". Albumet släpptes på vinyl och på kassett 1983 och först 1985 som CD, då på Roadrunner. Show No Mercy har under åren getts ut i över hundra olika utgåvor; på vissa av dessa förekommer låtarna "Aggressive Perfector" och "Chemical Warfare" medan andra även innefattar spåren från EP:n Haunting the Chapel (1984).

## Låtlista
| Nr  | Titel                      | Text                      | Musik          | Längd |
| --- | -------------------------- | ------------------------- | -------------- | ----- |
| 1.  | Evil Has No Boundaries     | Jeff Hanneman, Kerry King | King           | 3:09  |
| 2.  | The Antichrist             | Hanneman                  | Hanneman, King | 2:49  |
| 3.  | Die by the Sword           | Hanneman                  | Hanneman       | 3:36  |
| 4.  | Fight Till Death           | Hanneman                  | Hanneman       | 3:37  |
| 5.  | Metalstorm/Face the Slayer | King                      | Hanneman, King | 4:53  |
| 6.  | Black Magic                | King                      | Hanneman, King | 4:03  |
| 7.  | Tormentor                  | Hanneman                  | Hanneman       | 3:45  |
| 8.  | The Final Command          | King                      | Hanneman, King | 2:32  |
| 9.  | Crionics                   | Hanneman, King            | Hanneman, King | 3:29  |
| 10. | Show No Mercy              | King                      | King           | 3:06  |

## Medverkande

### Slayer
- Tom Araya – elbas, sång
- Jeff Hanneman – sologitarr, kompgitarr
- Kerry King – sologitarr, kompgitarr
- Dave Lombardo – trummor

### Gästmusiker
- Gene Hoglan – bakgrundssång, spår 1